# Un allenatore in palla
Un allenatore in palla (Rebound) è un film commedia del 2005 diretto da Steve Carr, con Martin Lawrence, Wendy Raquel Robinson e Breckin Meyer.

## Trama
Roy McCormick ha allenato con successo squadre giovanili di pallacanestro ma a causa del suo temperamento aggressivo soprattutto nei confronti dei giocatori e degli arbitri è stato allontanato dai campi di basket e da tempo è in attesa di un buon incarico. Suo malgrado, decide di accettare l'unica proposta che gli è stata fatta: allenare la squadra "Smelters" della Mount Vernon Dudley Junior High. Roy è convinto che in capo a poche settimane riuscirà a dimostrare di essere cambiato e a rientrare così nel circuito delle squadre di college. L'insegnamento ai giovani "Smelters" delle tattiche di gioco risveglierà in lui il 'vero amore' per il gioco del basket.